# فرودگاه سبل ایسلند
فرودگاه سبل ایسلند (به انگلیسی: Sable Island Aerodrome) یک فرودگاه خصوصی است که یک باند فرود ماسه دارد و طول باند آن ۴۵۷ متر است. این فرودگاه در شهر جزیره سایبل کشور کانادا قرار دارد و در ارتفاع ۲ متری از سطح دریا واقع شده است.